# Хлопинська Людмила Дмитрівна
Хлопинська Людмила Дмитрівна (7 серпня 1948, Миколаїв — 12 липня 2008, Миколаїв) — заслужений працівник культури України, багатолітній завідувач музею суднобудування і флоту та директор обласного краєзнавчого музею. Була удостоєна Державної премії ім. Т. Г. Шевченка, нагороджена грамотами міністра культури та мистецтв України, голови Миколаївської облдержадміністрації та голови обласної ради, за багаторічну профспілкову діяльність — знаком Федерації професійних спілок України «Профспілкова відзнака».

## Життєпис
Народилася 7 серпня 1948 р. у м. Миколаєві. Закінчила Миколаївський педагогічний інститут (1975 р., за фахом викладач російської мови та літератури). З 1973 року вона працювала в Миколаївському обласному краєзнавчому музеї. Брала безпосередню участь у створенні музею суднобудування і флоту, за цю діяльність у 1981 р. їй було присвоєно звання лауреата Державної премії України ім. Т. Г. Шевченка.
Л. Д. Хлопинська керувала музеєм історії суднобудування і флоту 15 років. З 1998 р. по 1 квітня 2008 р. очолювала обласний краєзнавчий музей. За багаторічну плідну працю по збереженню історико-культурної спадщини України та вагомий внесок у розвиток музейної справи Л. Д. Хлопинська була відзначена почесним званням «Заслужений працівник культури України».

## Діяльність
Під час підготовки до відкриття музею зібрала багато довідкових матеріалів і експонатів (понад 400), брала безпосередню участь у оформленні всіх експозиційних залів досовєцького періоду, була науковим консультантом під час створення діорами «Будівництво кораблів на Миколаївському адміралтействі в першій чверті XIX століття». Автор публікацій та рецензій видань з історії суднобудування і флоту, історії м. Миколаєва, керівник групи авторів путівника «Миколаївський музей суднобудування і флоту» (1986 р.), статті «Миколаїв ‑ місто корабелів» (збірник «Человек, море, техника-89», 1989 р.), рецензент книг О. М. Умеренкова «Корабели живуть над Бугом» (м. Одеса, 1983 р.) та «Герб і прапор Миколаєва» (м. Миколаїв, 1999 р.), Л. А. Ржепецького «На джерело дивлюся» (м. Миколаїв, 1999 р.).
Померла 12 липня 2008 р. у м. Миколаєві.